# Otto von Wölpe
Otto von Wölpe (* 1258; † 1307) war Dompropst von Minden. 1298 resignierte er dies und wurde Graf der Grafschaft Wölpe. 1301 verkaufte er sie an den Grafen Otto von Oldenburg, mit dessen Großvater Ludolf von Oldenburg-Bruchhausen (Sohn von Heinrich III. von Bruchhausen) seine Schwester Hedwig verheiratet gewesen war. Otto von Wölpes Brüder waren Bernhard III. von Wölpe sowie Burchard und Gebhard. Otto von Wölpe hatte daher dieselben Eltern wie Bernhard, nämlich Konrad II. von Wölpe (Sohn von Bernhard II. von Wölpe) und Salome von Limmer, Wunstorf und Roden.
Mit dem Mindener Bischof Volkwin V. von Schwalenberg hatte er Streit über die von Bischof Wilhelm I. von Diepholz erbaute Burg Nienhaus, der 1289 vermittelt wurde.
1300 war er laut Urkunde verheiratet und hatte Kinder.